# 芦北町立星野富弘美術館
芦北町立星野富弘美術館（あしきたちょうりつ ほしのとみひろびじゅつかん）は、熊本県葦北郡芦北町にある公立の美術館。群馬県みどり市にあるみどり市立富弘美術館の姉妹館として、2006年5月開館。詩人・画家である星野富弘の作品を中心に展示している。

## 基本情報
- 開館時間 - 9:00〜17:00[2]
- 休館日 - 第2、第4月曜日（祝日の場合は火曜日）
- 観覧料 - 一般（高校生以上）500円、16歳未満（中学生以下）300円、6歳未満（就学児未満）無料。団体割引、JAF割引有。
- 障害者手帳所持者とその介護者1名:5割引き（要障害者手帳提示）

## アクセス
- 肥薩おれんじ鉄道線湯浦駅より徒歩15分（1.2㎞）。
- 九州新幹線新水俣駅から九州産交バス道の駅たのうらゆきに乗車し「ヘルシーパーク芦北前」下車、徒歩3分（210m）。
- 南九州自動車道芦北インターチェンジから5.8㎞、同津奈木インターチェンジから7.5km。

## 関連事項
- 道の駅富弘美術館
- 熊本県立美術館